# بخش سیشان
بخش سیشان (به لاتین: Si County) یک منطقهٔ مسکونی در چین است که در سوجوا واقع شده‌است. بخش سیشان ۱٬۷۸۷ کیلومتر مربع مساحت و ۸۵۱٬۰۰۰ نفر جمعیت دارد.